# Миромир
Миромир (старо име Даваджово) е бивше село в България, понастоящем квартал на град Хисаря.
Етимологията на името Даваджово се обяснява с постоянните кавги (от турски: давии) на жителите му със съседните села в периода след основаването му. То е първото село от Южна България, което приема католицизма.

## История
Описанието на общината се позовава на местни предания, според които селището е основано през 1608 г. южно от руините на крепостта Хисаря от павликяни от района на Белене с арменски произход. Павликянският произход на тези преселници се потвърждава и от доклада на Петър Солинат до Конгрегацията в Рим от 1622 г., където Даваджево е посочено в списъка на павликянските селища в България.
Според сайт за квартала, позоваващ се на историците Любомир Милетич, Евсевий Ферменджин, Никола Милев, католиците в България са българи по самосъзнание, но с това не може да се отрече фактът, че техните предци са били павликяни, а според академик Константин Иречек и професор Марин Дринов тези павликяни са преки потомци на арменците-павликяни.
Същият сайт цитира доклад на Петър Солинат до Конгрегацията в Рим от 1622 г., който описва Даваджово със 100 къщи (общината допълва картината с бройката 500 жители). Цитираното описание дава една трета от населението като вече приело католицизма и с добри очаквания за останалата част. Описанието на общината допълва картината с масово кръщаване и миропомазване на жители на селото от Петър Богдан, отец Кустоса и дон Джакомо на 25 ноември 1646 година, което включва и селския поп Руско.
Село Даваджово е преименувано на Миромир на 14 август 1934 г. Присъединено е към град Хисаря на 8 май 1971 година.